# Serrat de la Cabra
El Serrat de la Cabra és una muntanya de 393 metres del municipi d'Artés, a la comarca catalana del Bages.